# Diocese de Brechin (Igreja Episcopal da Escócia)
A Diocese de Brechin (em latim: Dioecesis Brechinensis, em gaélico escocês:  Sgìre-easbaig Brechin) é uma diocese medieval no leste da Escócia.  É a menor das sete dioceses da Igreja Episcopal Escocesa, abrange os condados históricos de Angus e Kincardineshire. 
A catedral e o centro administrativo é a Catedral de São Paulo em Dundee. A diocese continua a receber o nome de seu centro medieval de Brechin. 

## História

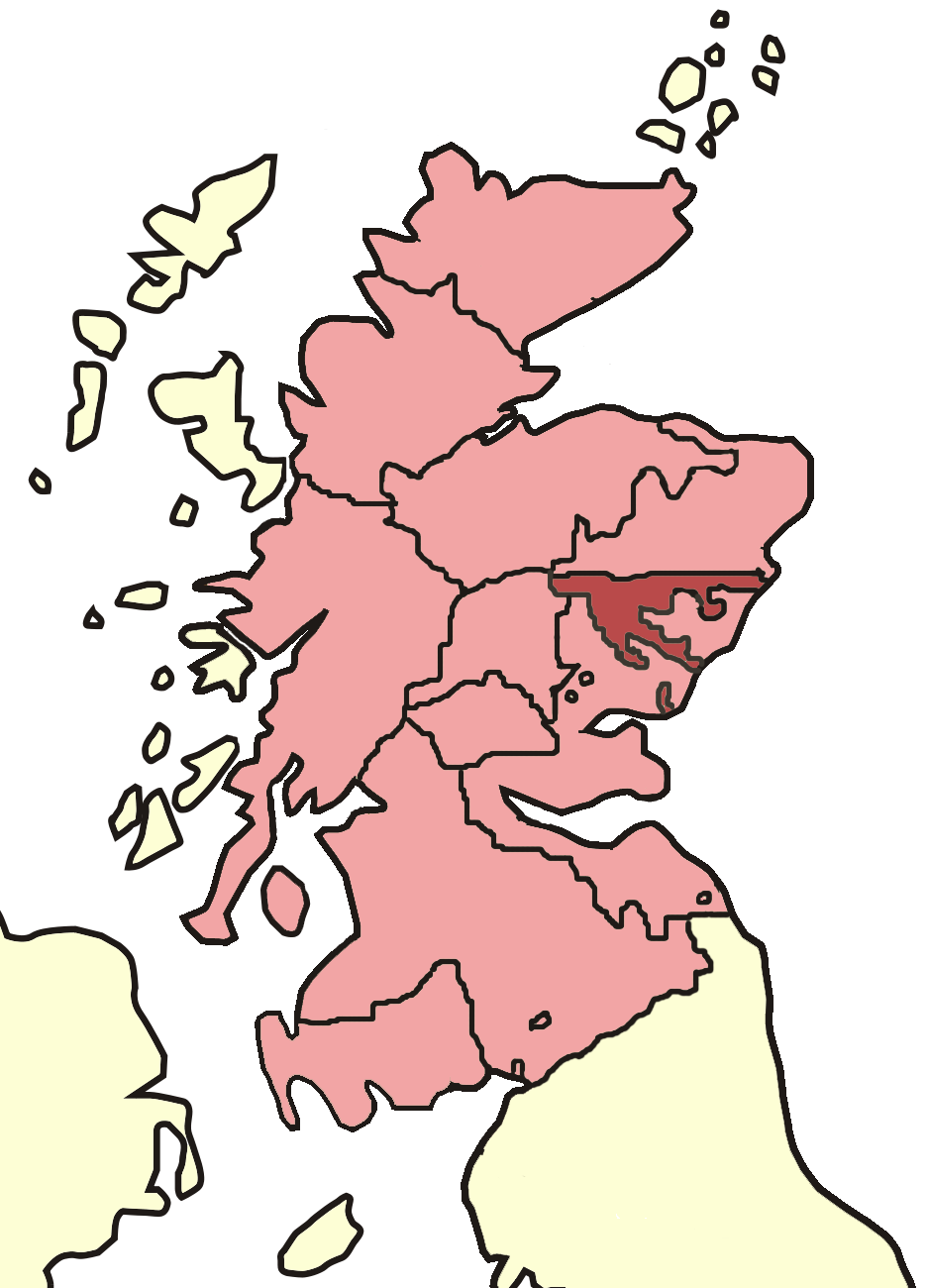
Mapa de Skene dos bispados escoceses no reinado de David I (1124 a 1153).

Acredita-se que a diocese tenha sido fundada em 1153, dentro das estruturas da Igreja Católica Romana, pelo bispo Sansão.
Após a Reforma, foi abolida, e nos anos 1566-1709 foi a sé titular, e nos anos 1695-1709 este título foi detido ex officio pelo Arcebispo Anglicano de Edimburgo. De 1695 até 1709, a diocese foi unida à Diocese de Edimburgo, com o bispo desta última, Alexander Rose, sendo também bispo de Brechin. A diocese foi recriada, já dentro da Igreja Episcopal Escocesa, em 1709.
Os registros manuscritos da Diocese de Brechin são mantidos pelos Serviços de Arquivo da Universidade de Dundee. As coleções de arquivo incluem os registros administrativos da diocese, registros de igrejas individuais e a correspondência de Alexander Penrose Forbes e George Frederick Boyle.